# Кировоградский проезд
Кировогра́дский прое́зд (название c 23 декабря 1971 года) — проезд в Южном административном округе города Москвы на границе районов Чертаново Центральное и Чертаново Южное.

## История
Проезд получил своё название 23 декабря 1971 года по близости к Кировоградской улице, в свою очередь названной по украинскому городу Кировоград.

## Расположение
Кировоградский проезд проходит от Кировоградской улицы на запад до Чертановской улицы. Вдоль Кировоградского проезда, севернее него, расположены Верхний, Средний и Нижний Кировоградские пруды — бывшие пойменные пруды реки Городни. По Кировоградскому проезду проходит граница районов Чертаново Центральное и Чертаново Южное. Нумерация домов начинается от Кировоградской улицы. Только два жилых дома числятся по Кировоградскому проезду: дом 3, корпус 1 и дом 3, корпус 2.

## Примечательные здания и сооружения
По нечётной стороне:
- д. 3а — детский сад № 742.

## Транспорт

### Автобус
- с941: от Кировоградской улицы до Чертановской улицы и обратно. На этом участке имеется остановка "Кировоградский проезд".

### Метро
- Станция метро «Пражская» Серпуховско-Тимирязевской линии — северо-восточнее проезда, на пересечении Кировоградской улицы и улицы Красного Маяка.
- Станция метро «Улица Академика Янгеля» Серпуховско-Тимирязевской линии — юго-восточнее проезда, на пересечении Варшавского шоссе с улицей Академика Янгеля и Россошанской улицей.